# Mouna Chebbah
Mouna Chebbah (8. juli 1982 i Mahdia, arabisk: منى شباح) er en tunesisk håndboldspiller, der spiller for tyrkiske Kastamonu Belediyesi GSK som playmaker. Hun har også spillet for Tunesiens håndboldlandshold, hvor hun er landsholdet mest scorende spiller og den med flest landskampe.

## Klubhold
I 2008 skrev hun en 2-årig kontrakt med den danske klub Team Esbjerg, efter hun havde spillet 3 år hos den franske klub ESBF Besançon.
Chebbah forlængede i 2010 aftalen med Team Esbjerg for 2 år, men var nu ejet af Det Faglige Hus der også ejede 50 % af klubben. Efter at Johnny Nim og Det Faglige Hus trak sig fra ejerskab og ledelse i Team Esbjerg, meddelte Mouna Chebbah at hun forlod klubben efter sæsonafslutningen i foråret 2010. 1. juli 2010 tiltrådte hun på en 3-årig aftale med Viborg Håndboldklub, der samtidig indgik en sponsoraftale med Det Faglige Hus.
I maj 2014 tabte Viborg hende til den franske klub HBC Nîmes.